# Legio XII (Cesare)
La legio XII di Cesare era un'unità militare romana di epoca tardo repubblicana, la cui origine è da collegarsi alla conquista della Gallia di Gaio Giulio Cesare. Formata da quest'ultimo nel 58 a.C. per combattere le popolazioni celtiche degli Elvezi, fu sciolta nel 45 a.C. e riformata subito dopo da Marco Emilio Lepido e da questi consegnata a Marco Antonio (nel 44 a.C.). Dopo la battaglia di Azio del 31 a.C. confluì nella XII Fulminata.

## Storia
La sua formazione è da collegarsi con la conquista della Gallia, ad inizio del 58 a.C., quando fu arruolata nei pressi di Mediolanum ed iniziò a combattere a fianco del suo generale, Gaio Giulio Cesare, contro gli Elvezi. La legione partecipò, pertanto, all'intera campagna gallica (dal 58 al 50 a.C.). Intraprese una lunga serie di battaglie e campagne militari, come: a Genava nella fase finale della battaglia, sull'Arar ed a Bibracte contro gli Elvezi (nel 58 a.C.); in Alsazia contro le genti germaniche di Ariovisto (nel 58 a.C.); sul fiume Axona e sul Sabis contro le popolazioni dei Belgi (nel 57 a.C.). Prese quindi parte alla campagna finale di Cesare del 52 a.C., prima assediando Avaricum, e poi Alesia che portò alla sottomissione definitiva delle genti galliche nel 52 a.C..
Prese poi parte alla guerra civile a fianco di Cesare e 
combatté nella battaglia di Farsalo. In seguito alla vittoria di Cesare la legione ricevette il titolo di Victrix. Nel 45 a.C. i veterani furono congedati, ricevendo delle terre in Gallia cisalpina, nei pressi di Parma.
Fu ricostituita nel 44 a.C. da Marco Emilio Lepido che alla morte di Cesare, governava la Gallia Narbonese. E probabile che dopo la conclusione del secondo triumvirato la legione abbia fatto parte del corpo di spedizione di Marco Antonio e Cesare Ottaviano inviato in Grecia per combattere contro i cesaricidi, in questo caso essa partecipò alla decisiva battaglia di Filippi contro Marco Giunio Bruto e Gaio Cassio Longino (42 a.C.).
Partecipò quindi alle campagne partiche di Marco Antonio, ricevendo il nome di Antiqua ("di consolidata qualità"). Dopo la battaglia di Azio e la sconfitta di Antonio, rimase attiva sotto Augusto e ricevette l'appellativo di legio XII Fulminata. Venne quindi inviata a Raphana in Siria, mentre alcuni veterani ricevettero delle terre a Patrasso, in Grecia. Potrebbe però aver soggiornato per un breve periodo di tempo in Africa proconsolare (a Thugga) proprio all'inizio del principato.